# Condado de Florence (Wisconsin)
O Condado de Florence é um dos 72 condados do Estado americano do Wisconsin. A sede do condado é Florence, e sua maior cidade é Florence. O condado possui uma área de 1 288 km² (dos quais 24 km² estão cobertos por água), uma população de 5 088 habitantes, e uma densidade populacional de 4 hab/km² (segundo o censo nacional de 2000). O condado foi fundado em 1882.